# Morelia senegalensis
Morelia senegalensis é a única espécie do gênero género botânico Morelia, pertencente à família Rubiaceae.